# 名誉会員
名誉会員(めいよかいいん)とは、特定の機構や組織・団体において正規の会員ないし構成員のうち功績ないし業績の優れた者、または正規の会員・構成員ではないが、功績著しい者に贈られる称号。国の栄誉称号としては日本の学術機関である日本学士院や英国の王立建築家協会などが制定している。民間の名誉称号としては主に学会や業界団体などが定めている。

## 国際機関における名誉会員

### 国際結核肺疾患予防連合における名誉会員
国際機関でも各国の皇室・王室関係者等に名誉会員の称号を贈ることがある。2018年10月23日、オランダで開催された「肺の健康世界会議」に出席した日本の秋篠宮妃紀子は主催団体である国際結核肺疾患予防連合より名誉会員の称号を贈られている。

## 国の栄誉称号としての名誉会員

### 日本学士院における名誉会員
名誉会員は日本学士院の定める称号のひとつ。
主な事例としては日本学士院では、昭和50年(1975年)4月に訪日したエジンバラ公フィリップが日本学士院を訪問した際に、科学技術の研究開発、学会活動などに対する様々な援助を行った功業に敬意を表するため、日本学士院名誉会員の称号を贈呈したことがあげられる。

### 理化学研究所における名誉会員
また、国立研究開発法人理化学研究所では、1千万円以上1億円未満の寄付者に名誉会員の称号を贈呈している。

### 英国王立建築家協会
英国の王立建築家協会でも名誉会員の称号を定めており、建築家でハーバード大学客員教授の長谷川逸子が受称している。

## 民間の名誉称号としての名誉会員

### 学会における名誉会員
特定の学問分野の研究者で組織される学会などでは、優れた研究業績に対して贈呈するフェロー称号とともに学会運営その他の功績により、名誉会員の称号が贈られている。

### 報道資料
- 『読売新聞』2018年10月29日東京朝刊

### インターネット資料
- 日本学士院ウェブサイト「名誉会員・客員一覧」
- 日本癌学会ウェブサイト「名誉会員」
- 日本物理学会ウェブサイト「名誉会員」
- 長谷川逸子・建築計画工房ウェブサイト「プロフィール」
- 理化学研究所ウェブサイト「寄付者特典」